# 韓簡
韓 簡（かん かん、生没年不詳）は、韓定伯（かん ていはく）ともいい、春秋時代の晋の大夫。 
韓簡は韓賕伯の子として生まれた。韓賕伯が死去すると、後を嗣いで韓氏の宗主となった。紀元前645年、韓原の戦いに先立って秦軍を偵察し、秦軍の士気が上がっていることを恵公に報告したが聞き入れられず、先陣を命じられた。韓簡の兵車は秦の穆公まで後一歩に迫ったが、慶鄭に誤らされて取り逃がした。